# 帆足由美
帆足 由美（ほあし ゆみ、1964年2月10日 - ）は、東京都出身のフリーアナウンサー、ラジオパーソナリティである。オフィスキイワード所属。

## 来歴・人物
東京都大田区出身。千葉県立薬園台高等学校、青山学院女子短期大学国文学科卒業。幼少期より朗読を好む。高校では放送委員会、短大時代には青山学院大学の放送研究部で活動する。
1984年、静岡エフエム放送に入社しワンマンDJスタイルの番組を担当する。1985年、横浜エフエム放送へ移籍し「ココナッツ・パラダイス」（平日13:05 - 15:00）などのパーソナリティを担当。1989年、フリーランスアナウンサーとし、bayfmなどの番組で活動。2016年1月、所属事務所をイーグル・ベイからオフィスキイワードへ移籍し同社スクールの講師を務める。2024年3月31日をもって1990年から33年6か月に渡って担当してきた「BAYSIDE FREEWAY」を卒業。自身が担当する番組では「ィヤッホゥ！帆足由美です！」と挨拶する事が多かった。2020年のコロナ禍以降は聴取者への配慮からこの挨拶を自粛していたが、2024年3月31日の「BAYSIDE FREEWAY」の冒頭ではこの挨拶を復活させた。
趣味は歌舞伎鑑賞。平成17年から毎月欠かさず、歌舞伎座に足を運んでいる。

## 出演・担当

### 現在
（2024年4月現在なし）

### 過去
ラジオ番組
- ミュージック・ブラッサム（1984年 - 1985年3月、静岡エフエム放送）
- ココナッツ・パラダイス（1985年 - 1989年、横浜エフエム放送）[1]
- MUSIC BOX（横浜エフエム放送）[1]
- サニーサイドパーク（横浜エフエム放送）[1]
- モーニングプロムナード（横浜エフエム放送）[1]
- 10時間スペシャルプログラム（1989年、BAYFM）
- FLIX FREAK（1990年 - 1994年、BAYFM）
- TOKYO BAY MORNING／BAY MORNING（1997年 - 2002年、BAYFM）
- ムービーフリーク（2005年 - 終了時期未詳、BAYFM）
- POWER BAY MORNING（2007年1月5日 - 3月30日、BAYFM）
- BAYSIDE FREEWAY (1990年 - 2024年3月31日、BAYFM
- ドライバーズ・リクエスト（2003年4月7日 - 2014年12月31日、TBSラジオ）

テレビ番組
- ラブーシュカ（2003年 - 終了時期未詳、TBSテレビ） - クイズ出題ナレーション
- MY MO SUOLE（2013年11月11日 - 2014年3月31日、TOKYO MX）- ナレーション

司会
- フランス映画祭（2005年）
- 全日本トラック協会 ドライバーズコンテスト（2009年
- 東京国際映画祭（2005年 - 2015年）